# سلسفي صغير الأزهار
السلسفي صغير الأزهار أو الدَبَح صغير الزهر (باللاتينية: Scorzonera parviflora) نوع نباتي ينتمي إلى جنس السلسفي من الفصيلة النجمية.

## الموئل والانتشار
موطنها المشرق العربي وتركيا ومعظم مناطق وسط أوروبا وجنوبها وغربها باستثناء إيطاليا والبلقان.

## مرادفات للاسم العلمي
- (باللاتينية: Scorzonera humilis subsp. parviflora (Jacq.) H. J. Coste)
- (باللاتينية: Scorzonera cypria Kotschy)

## الوصف النباتي
نبات عشبي أزهاره صفراء.